# Maria Wierusz-Kowalska

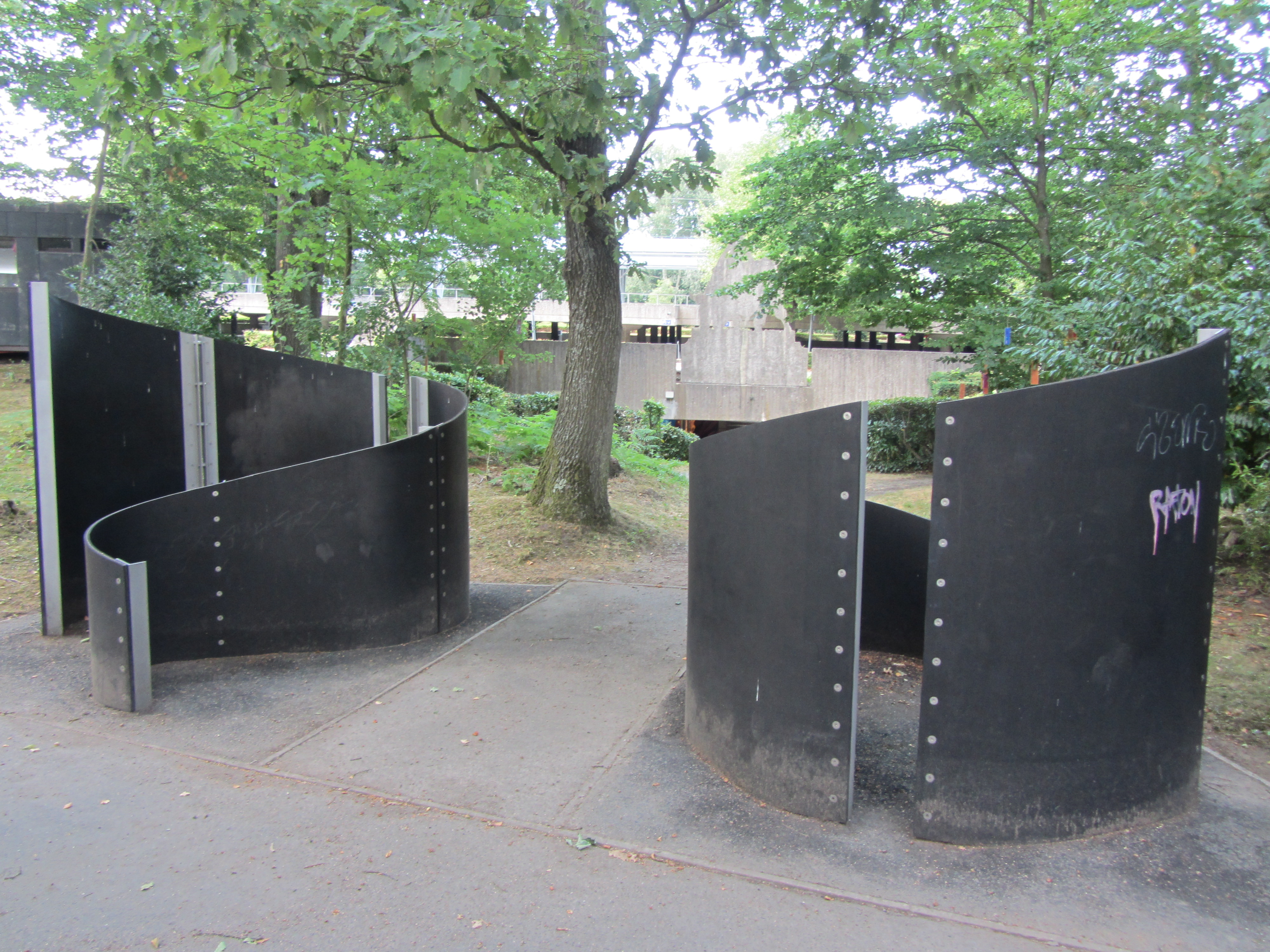
Transit au Musée en plein air du Sart-Tilman

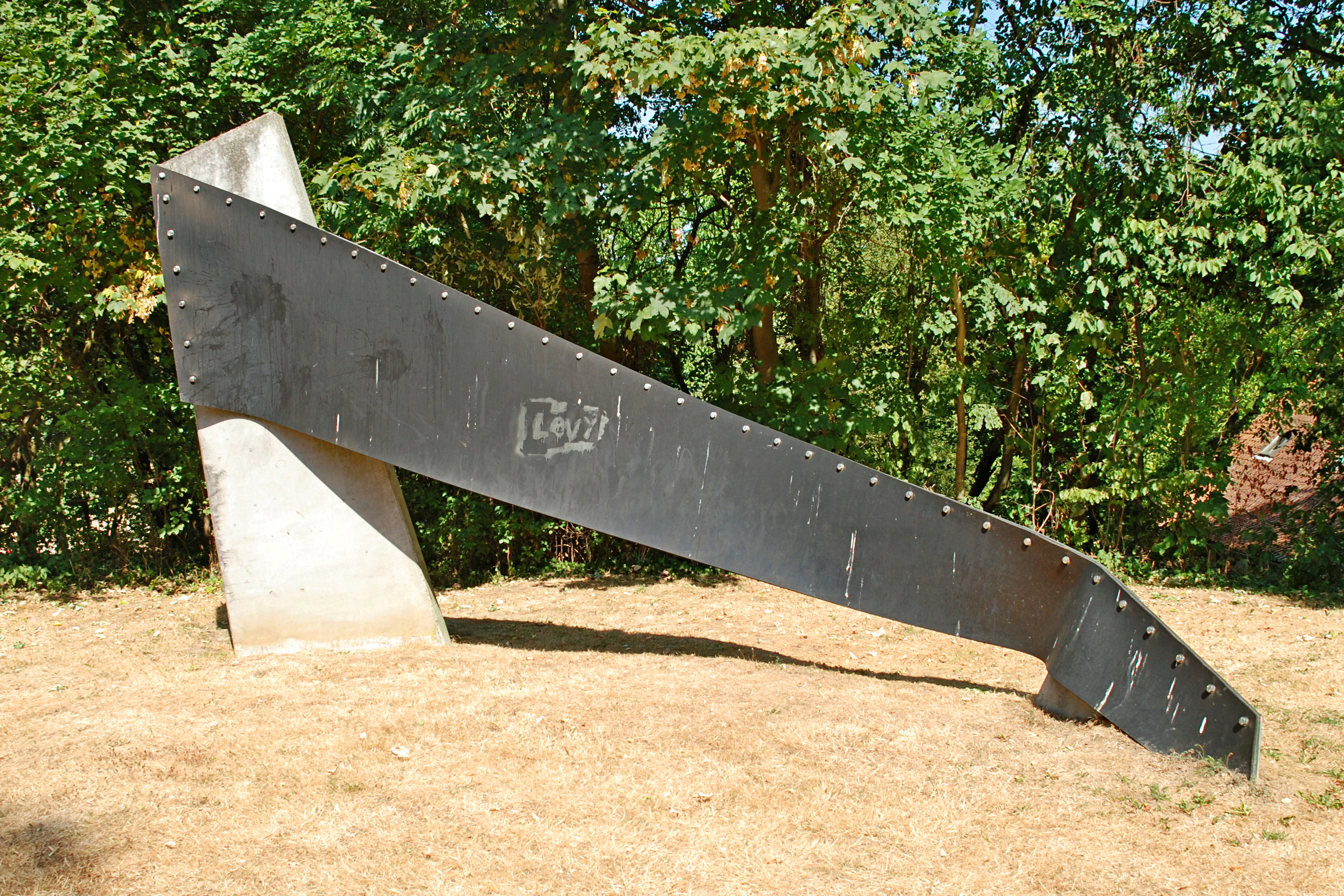
Niké ou Projection de forces w Louvain-la-Neuve.

Maria Irena Wierusz-Kowalska (ps. Tapta) (ur. 7 kwietnia 1926 w Kościanie, zm. 27 grudnia 1997 w Brukseli, Belgia) – belgijska rzeźbiarka pochodzenia polskiego.

## Życiorys
Urodziła się 7 kwietnia 1926 jako Maria Irena Boyé. Jej rodzicami byli Władysław Boyé i Anna Maria Rzaśnicka. Miała dwie siostry Annę i Krystynę. Pseudonim Tapta towarzyszył jej od dzieciństwa. Kiedy miała 3 lub 4 lata ustawiała lalki w kręgu, wchodziła do środka, gdzie tańczyła i śpiewała, mówiąc "jestem Tapta, Tapta, Tapta". Tapta przyjęło się w jej rodzinie i używała go do końca życia, również w życiu artystycznym.
W wieku 18-nastu lat brała udział w Powstaniu Warszawskim, co naznaczyło ją dużą traumą, o której później nie chciała mówić. Po powstaniu trafiła do niewoli niemieckiej, gdzie z numerem 298859, do końca wojny przebywała w Stalagu IV B Zeithain. Po wojnie, opuściła Polskę wraz ze swoim narzeczonym, późniejszym mężem Krzysztofem Wieruszem-Kowalskim, inżynierem, który był wnukiem malarza Alfreda Wierusza-Kowalskiego. 
Początkowo osiadła w Londynie, potem zamieszkała w Brukseli. Na początku chciała studiować medycynę, w końcu zdecydowała się na studia artystyczne w École de la Cambre (od 1945). Od 1950 przez dziesięć lat przebywała razem z mężem w Kongu Belgijskim, gdzie jej mąż dostał pracę (jako inżynier lądowy). Wyjazd ten miał duże znaczenie dla jej drogi artystycznej. Przyroda oraz sposób wyplatania koszy przez miejscowych zainspirował ją do pracy z tkaniną. Zbliżając się do czterdziestki stała się czynną artystką. Do określenia swojej twórczości stosowała termin „miękka rzeźba” (sculpture souple/flexible forms). 
W 1975 r. uzyskała tytuł profesora i objęła warsztat gobelinu w La Cambre. Wykładała rzeźbę w École de la Cambre do 1990, w 1980 prowadziła warsztaty z rzeźby "Structure" w Fondation de la Tapisserie w Tournai. Wychowała kilka pokoleń belgijskich artystek i artystów, takich jak: Ann Veronica Janssens, Monica Droste i Marie-Jo Lafontaine.
Zmarła 27 grudnia 1997 w Brukseli.

## Twórczość
Tapta tworzyła asamblaże z materiałów elastycznych, tworzone przez nią rozbudowane struktury tekstylne posiadały różną skalę. Od miniaturowych po monumentalne rozwiązania architektoniczne zintegrowane z otaczającą je przestrzenią. Jej prace uczestniczyły w międzynarodowych konfrontacjach tkackich m.in. w Londynie, Lozannie i Łodzi, miała wiele wystaw indywidualnych. Prace Marii Wierusz-Kowalskiej znajdują się w kolekcjach muzeów w Brukseli, Lozannie, Antwerpii oraz w wielu kolekcjach prywatnych.

## Dzieła w przestrzeni
- Voûtes flexibles, stacja metra Veeweyde/Veeweide w Metro w Brukseli (1985);
- Niké ou Projection de forces, u zbiegu rue des Bruyères i rue Pierre-Joseph Redouté w Louvain-la-Neuve (1988);
- Transit, Musée en plein air du Sart Tilman, Uniwersytet w Liège (1992);
- Lieu de transition, Musée en plein air du Sart Tilman, Uniwersytet w Liège (1992);
- L'esprit ouvert, Boulevard Émile Jacqmain, Bruksela (1997).